# СЦ Олимп — Звездара
Спортски центар „Олимп” — Звездара (СЦ „Олимп” — Звездара) спортски је центар у Београду, Србија. Налази се у улици Вјекослава Ковача 11, на једној од највиших тачака Београда, у близини звездарске шуме, у окружењу зеленила и чистог ваздуха. Обухвата површину од око 50.000 m², која се састоји од отворених и затворених спортских терена, комплекса базена, амфитеатра, управне зграде са пратећим објектима, зелених и других површина.
У току протеклих неколико година, од када је градска општина Звездара постала оснивач СЦ „Олимп” – Звездара, уложена су знатна средства за очување и уређење овог спортског комплекса. Данас је СЦ Олимп један од најуређенијих центара са квалитетним садржајима за рекреативно бављење спортом.

## Историјат
Спортски центар „Олимп” — Звездара изграђен је 1970. године. Центар поседује отворене терене за мали фудбал, рукомет, кошарку, атлетски полигон, тениске терене, комплекс отворених базена и летњу позорницу. Од затворених терена има спортску дворану, трим салу и балон халу за тенис, а остатак чине објекти угоститељско-пословног типа и уређене слободне површине.
На СЦ „Олимп” — Звездара се организују бројне манифестације:
- „Волимповање”, културно-забавно-спортски догађај, први пут одржан у току лета 2006;
- „Дан срца” 24. септембар, промоција здравих стилова живота и контрола здравља;
- „Спортић Звездарић”, такмичење у атлетици за децу из Предшколске установе „Звездара”, са циљем популаризације спорта код најмлађих;
- Акција „Баскет из колица”, промотивна кошаркашка утакмица за особе са инвалидитетом;
- „Игре без граница ОСИ на Звездари”.

Од октобра 2004. Градска општина Звездара је преузела оснивачка права Јавног предузећа за физичку културу "Спортски центар Звездара".